# Ricardo Soares
Ricardo Soares (nascido em São Caetano do Sul) é um artista plástico, caricaturista e ilustrador brasileiro. Trabalhou fazendo caricaturas políticas para o jornal Gazeta Mercantil. Participou de coletâneas em livros e exposições. Em 2011, Ricardo ganhou o Troféu HQ Mix na categoria "melhor publicação de caricaturas" por seu trabalho no livro Bravo! Literatura & Futebol.